# Hugo von Hofmannsthal
Hugo von Hofmannsthal (eredetileg Hugo Laurenz August Hofmann, Edler von Hofmannsthal, írói nevén Loris, Loris Melikow, Theophil Morren) (Bécs, 1874. február 1. – Rodaun bei Wien, 1929. július 15.) osztrák költő, novellista, drámaíró. 
Apja bankigazgató volt, jómódban éltek. Hofmannsthal csodagyerek volt, már tizenévesen jelentek meg versei. Egy Bécs környéki, csendes házban élt. Nem sok minden történt vele, de sokat olvasott. Hermann Bahr kritikus, drámaíró fedezte fel Arthur Schnitzlerrel együtt. Stefan George szimbolista mozgalmához csapódott 1892-ben. Később Richard Strauss-szal dolgozott együtt. Az első világháború alatt katona, majd diplomata volt, azután Bécsben élt. Max Reinhardt rendezővel működött együtt; a Salzburgi Ünnepi Játékokon adták elő két legismertebb darabját: az Akárkit és a Salzburgi nagy világszínházat.
Kosztolányi Dezső írja róla: „Verseinek száma elenyésző a drámai alkotásaival szemben, de azért csak lírikus és egyéniségét a verseiből ismerhetjük meg. Arisztokratikus, márványhideg, klasszikus és stilizált. Mélyről felfakadó szavaiban évek tartalmát és érzésenergiáját sűríti össze”.

## Pályája
Az 1890–1900-as években elsősorban szecessziós-szimbolista stílusa volt. Verseket, egyfelvonásosokat alkotott. Első darabja, Gestern (1891), töredékben maradt egyfelvonásos. Tizian halála (Der Tod des Tizian, 1892) a 99 éves, de még aktív Tizianót állítja középpontba; az idős festő eddigi képeinél jobbat akar festeni. Egyébként végig nem jelent meg a színpadon. A tanítványok a mester közeli halála miatt jajgatnak; a Költő az Apródnak adja darabját, mert rokonlelket lát benne. Hofmannsthal vonzódott az egyfelvonásos formához: A balga és a halál (Der Tor und der Tod, 1893), Erkély-jelenet (Die Frau im Fenster, 1898), Das kleine Welttheater (1898), Die Hochzeit der Sobeide (1899).
1902-től egyre inkább szakított addigi „esztétikus” énjével és Stefan Georgéval, s a „lét igazi érzéseit” kereste az antik tárgyú drámai műfaj megújítását célzó törekvéseiben, de a goethei klasszikus kiegyensúlyozottság görögsége helyére nála a hölderlini és nietzschei antikvitásnak szenvedélyekkel, mámorral telített túlfűtöttsége került.
1902-ben írta Lord Chandos levele c. esszéjét, amelyben elutasította az élettől elidegenedett szépséget, és az élet felé fordult. Egri Péter innen számítja pályája második szakaszát. Ebben a szakaszban a dráma fontosabb volt, mint a líra: a darabok terjedelme nőtt, a színek halványabbak lettek; Hofmannsthal átnyergel a színpadi neoromantikára. Már-már expresszionista, hisztérikus, szecessziós dráma az Elektra (Elektra, 1904). Pszichologizáló feldolgozása az antik drámáknak. Még egy-két ilyen darab: Ödipus und die Sphinx (1906), König Ödipus (1910), Alkestis (1911).
Richard Strauss opera-szövegkönyvnek használta az Elektra második változatát (1910), A rózsalovagot (Der Rosenkavalier, 1911) és az Ariadné Naxos szigetén (Ariadne auf Naxos, 1912; szövegkönyv: 1916), Die Frau ohne Schatten (1919), Die ägyptische Helena (1928), Arabella (1933) című darabokat. Ezek főleg vígjátékok: kései korszakában számos ilyet írt (Christinas Heimreise (1910), Der Unbestechliche (1923) stb.). De írt szimbolista tragédiát is (Der Turm, 1925).
A Salzburgi Ünnepi Játékokra készült az Akárki (Jedermann, 1911) és a Salzburgi nagy világszínház (Das Salzburger große Welttheater, 1923). Előbbi a középkori moralitás felújítása, az utóbbit Calderón A világ nagy színháza c. drámája ihlette.

## Művei

### Drámák
- Gestern (Tegnap) (1891) töredék
- Der Tod des Tizian (Tizián halála) (1892)
- Der Tor und der Tod (A balga és a halál) (1893)
- Alkestis (1893–1894)
- Die Frau im Fenster (Erkély-jelenet) (1897)
- Das kleine Welttheater (A kis világszínház) (1897)
- Die Hochzeit der Sobeide (Sobeide házassága) (1897)
- Das Bergwerk zu Falun (A faluni bánya) (1899) fantasztikus-romantikus mesejáték
- Elektra (1901–1903)
- Das gerettete Venedig (A megmentett Velence) (1902–1904)
- Ödipus und die Sphinx (Oidiposz és a Szfinx) (1903–1905)
- König Ödipus (Oidiposz király) (1905)
- Christinas Heimreise (Krisztina hazatérése (1907–09)
- Jedermann (Akárki) (1903–1911)
- Der Schwierige (A nehézkes) (1910–1919)
- Das Salzburger grosse Welttheater (Salzburgi nagy világszínház) (1919–1922)
- Der Turm (A torony) (1918–1924)
- Der Unbestechliche (A feddhetetlen) (1922)

### Librettók
- Elektra (1908)
- A rózsalovag (1909–1910)
- Ariadne auf Naxos (Ariadné Naxos szigetén) (1911, rev. 1913)
- Die Frau ohne Schatten (Az árnyék nélküli asszony) (1913–1915)
- Die ägyptische Helena (Az egyiptomi Heléna) (1923–26)
- Arabella (1927–29)

### Regénytöredék
- Andreas oder Die Vereinigten (1907–1927)

### Versek
- Ausgewählte Gedichte (Válogatott versek) (1903)

### Próza
- Ein Brief v. Chandos-Brief (Lord Chandos levele) (1902) esszé
- Appell an die oberen Stände (1914)
- Die Idee Europa (1917)
- Früheste Prosastücke (1926)

## Magyarul

### 1919–ig
- Tompa Arthurː Elektra. Strauss Richard zenedrámája Hoffmansthal, Várady szövegére; Seres Ny., Zilah, 1910
- Elektra. Tragédia; szöv. Hofmannsthal Hugo, ford. Várady Sándor; Fürstner, Berlin, 1910
- Schnitzlerː Anatol. Színmű; prologusvers Hugo von Hofmannstahl, ford. Biró Lajos, Gömöri Jenő; Athenaeum, Bp., 1911 (Modern könyvtár)
- Richard Straussː A rózsalovag. Zenés játék; szöveg Hofmannsthal Hugó, ford. Várady Sándor; Magyar Operaház, Bp., 1911
- A balga és a halál; ford. Somlyó Zoltán; Athenaeum Ny., Bp., 1912 (Modern könyvtár)
- A költő és a ma / Levél. Két tanulmány; ford. Lányi Viktor; Athenaeum, Bp., 1914 (Modern könyvtár)
- Tizian halála. Erkély-jelenet; ford. Franyó Zoltán; Athenaeum, Bp., 1915 (Modern könyvtár)
- Richárd Straussː Ariadne Naxos szigetén. Opera; szöv. Hofmannsthal Hugó, ford. Harsányi Zsolt; Globus, Bp., 1918

### 1920–1944
- Rózsalovag; Strauss Richard szerelmi játéka, Hoffmannsthal Hugó után írta Gábor Jenő; Phőbus, Bp., 1920–1925 k.
- A balga és a halál; ford. Fegyverneki István; Pán, Bp., 1922
- Idill; ford. Fegyverneki István; Pán, Bp., 1922
- Akárki, játék a gazdag ember haláláról; ford. Kállay Miklós; Genius, Bp., 1924
- Hugo v. Hofmannsthal három költeménye prózai fordításban; búcsúzóul Hugo v. Hofmannsthaltól írta Marxfalvi László; szerzői, Bp., 1929
- Arabella. Vígopera; szöv. Hugo von Hofmannsthal, ford. Lányi Viktor, zene Richard Strauss; Fürstner, Berlin, 1935 (Operaházi könyvtár)
- Salzburgi nagy világszínház. Mysterium-játék a jóról és a rosszról; ford. Bársony Imre; Poézis, Bp., 1943

### 1945–
- Stefan George és Hugo von Hofmannsthal versei; ford. Áprily Lajos et al., vál., utószó Szabó Ede; Európa, Bp., 1981 (Lyra mundi)
- Az árnyék nélküli asszony; vál. Tatár Sándor, ford. Györffy Miklós et al.; Európa, Bp., 2004
- "Remegő himnusz tudj' isten mire". Válogatás Hugo von Hofmannstahl és a bécsi modernség publicisztikájából; szerk. Kerekes Amália, Orosz Magdolna, Teller Katalin, ford. Bártfay Réka et al.; Gondolat, Bp., 2005
- A torony. Második változat; ford., utószó Balázs Zoltán; Fekete Sas, Bp., 2023